# R&B Songs
R&B Songs är en amerikansk nationell singellista som uppdateras varje vecka av Billboard. Topplistan grundades den 11 oktober 2012 och skiljer sig från originallistan Hot R&B/Hip-Hop Songs då endast singlar i R&B-genren kan gå in på den. Titlars positioner avgörs av digital singelförsäljning, streaming och antal radiospelningar. Listan har 25 platser.
Billboard mottog kritik vid lanseringen då även andra musikgenrer kunde gå in på listan, vilket gör det svårare för R&B-artister då R&B-genren inte är lika populär som exempelvis popmusik.